# 탈산업화
탈산업화(deindustrialization)는 국가나 지역, 특히 중공업이나 제조업의 산업 역량이나 활동의 제거 또는 감소로 인해 발생하는 사회 경제적 변화 과정이다.
탈산업화가 무엇인지에 대한 해석은 다양하다. 많은 사람들이 미국의 탈산업화를 1980년에서 1990년 사이 이른바 러스트 벨트(Rust Belt)라고 불리는 지역의 자동차 제조업체 공장의 대량 폐쇄와 연관시킨다. 미국 연방준비제도(Fed)는 1979년부터 금리와 환율을 인상하여 1984년까지 계속 인상했으며, 이로 인해 자동으로 수입 가격이 하락했다. 이 기간 동안 일본은 생산성을 급속히 확대하고 있었고 이로 인해 미국 공작 기계 부문이 쇠퇴했다. 두 번째 탈산업화 물결은 2001년부터 2009년 사이에 발생하여 GM과 크라이슬러의 자동차 제조업체 구제 금융으로 정점을 이루었다.
연구 결과에 따르면 새로운 자본 장비보다는 특허에 대한 투자가 기여 요인으로 나타났다. 보다 근본적인 수준에서 케언크로스와 레버는 탈산업화에 대한 네 가지 가능한 정의를 제공한다.
1. 공산품 생산량이나 제조업 부문의 고용이 장기적으로 직접적으로 감소하는 것이다.
2. 제조업에서 서비스 부문으로의 전환으로 인해 제조업이 전체 고용에서 차지하는 비중이 낮아졌다. 이러한 변화는 제조업 고용이 절대적인 측면에서 증가하더라도 발생할 수 있다.
3. 공산품은 대외 무역에서 차지하는 비중이 감소하여 대외 균형을 유지하는 데 필요한 수입 (무역) 대비 수출의 충분한 잉여를 달성하는 데 점진적으로 실패하고 있다.
4. 국가나 지역이 추가 상품 생산을 유지하는 데 필요한 수입 비용을 지불할 수 없을 정도로 누적되어 경제 침체가 더욱 심화되는 지속적인 무역 적자 수지 상태(위의 세 번째 정의에 설명됨) 감소.

## 같이 보기
- 브라운필드
- 역성장
- 네덜란드병
- 산업화
  - 대분기
- 산업 혁명
- 고용없는 성장
- 기계화
- 신흥공업국
- 탈공업 사회
- 러스트 벨트
- 노동의 종말
- 도시쇠퇴